# Rosina Schnorr

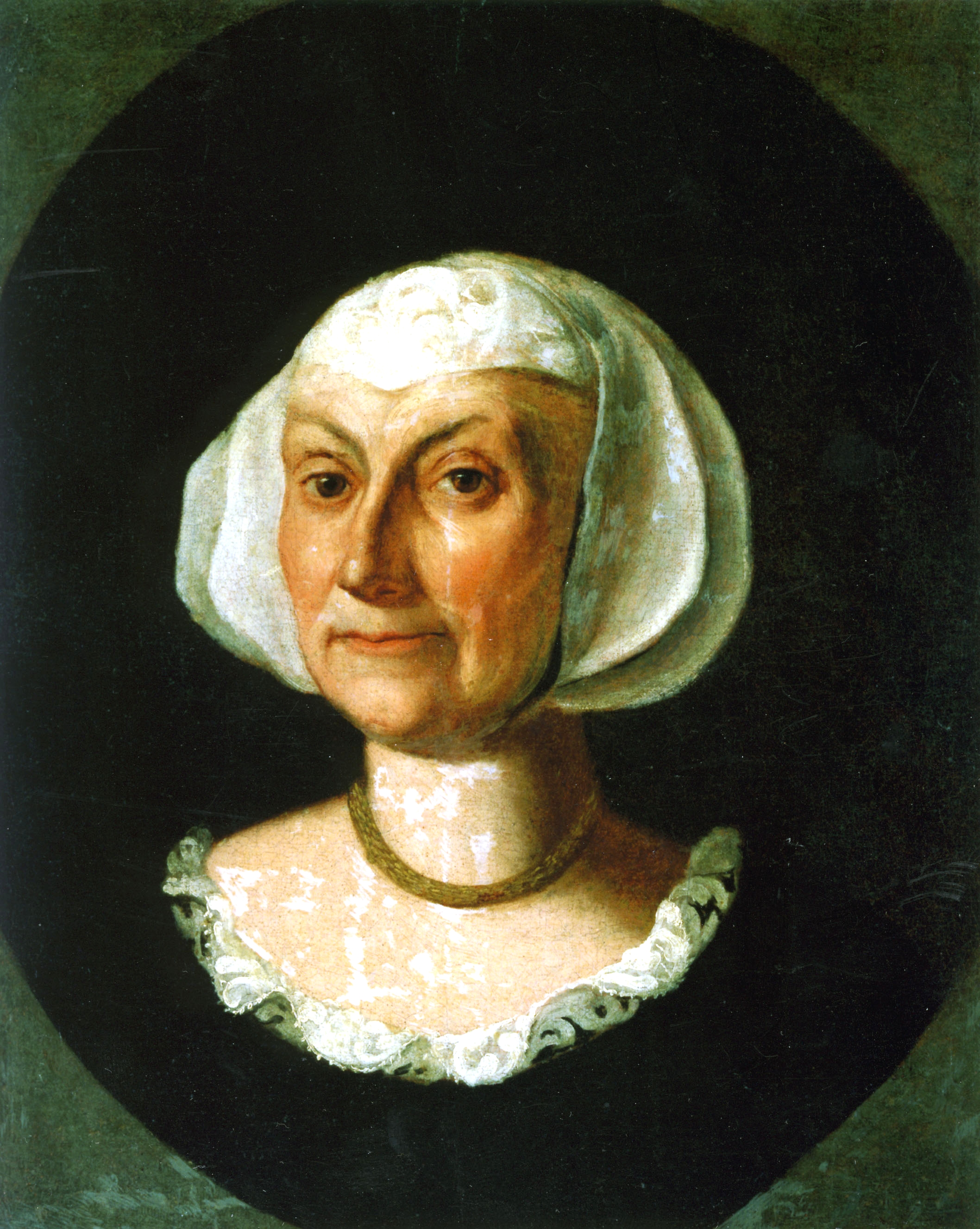
Rosina Schnorr auf einem historischen Porträt

Rosina Schnorr (* 7. Oktober 1618 in Schneeberg; † 11. November 1679 ebenda) war Unternehmerin im Erzgebirge und Ehefrau von Veit Hans Schnorr d. Ä.

## Leben

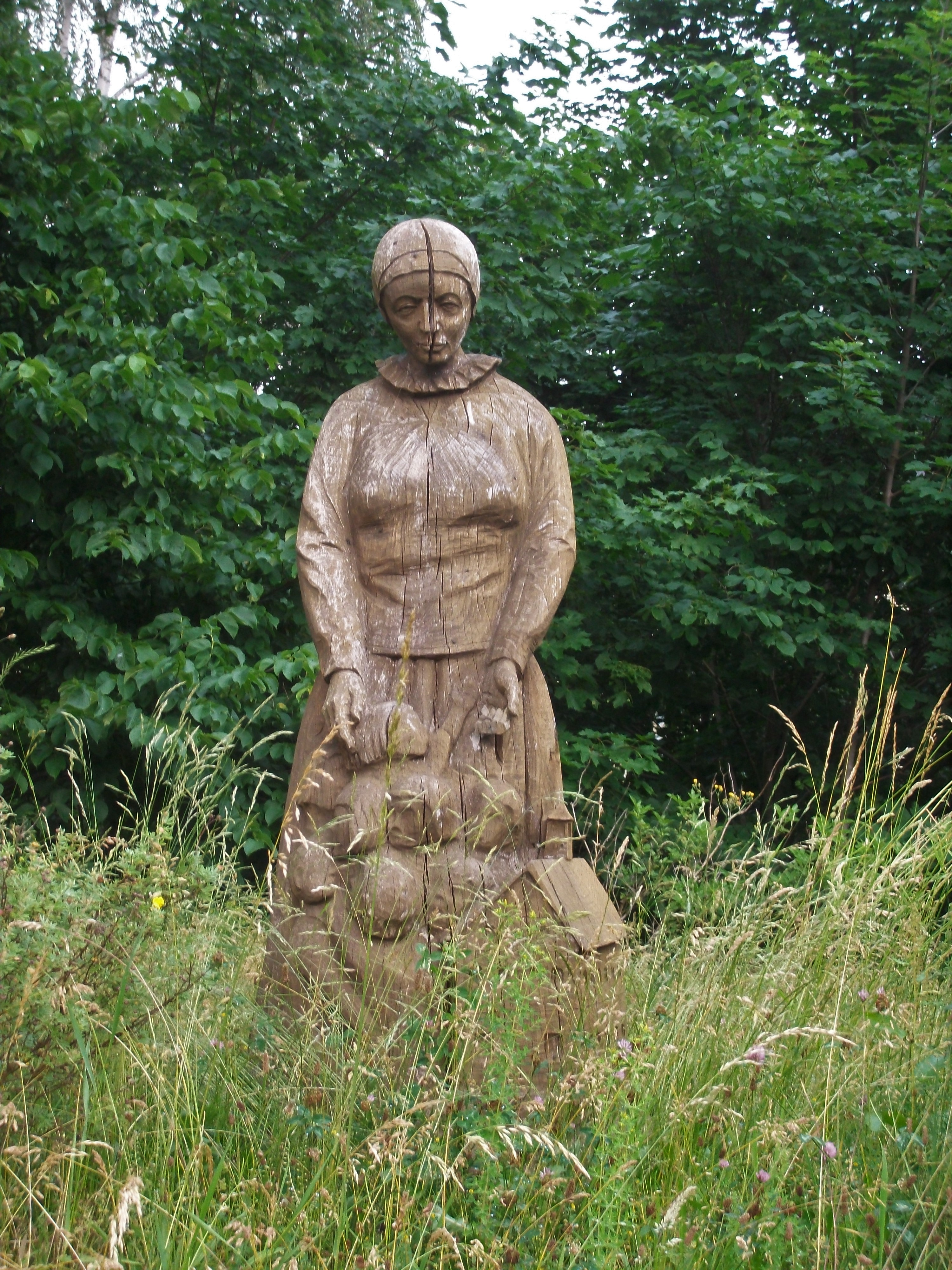
Rosina Schnorr (Skulptur in Aue)

Rosina Schnorr wurde am 7. Oktober 1618 in Schneeberg als Tochter des Fleischermeisters Zacharias Hübner und seiner Ehefrau Rosina geb. Meusel geboren. In ihrem Elternhaus wurde ihr ermöglicht, Lesen, Schreiben und Rechnen zu lernen. In ihrem 15. Lebensjahr starben ihre Eltern, und die Kinder wurde daraufhin unter einer Vormundschaft in Eibenstock erzogen. Mit 18 Jahren ehelichte sie den Kaufmann Veit Hans Schnorr, der seit 1635 das Blaufarbenwerk Niederpfannenstiel und ab 1644 gemeinsam mit Sebastian Schöppel den Auerhammer besaß. Das Paar bekam fünf Kinder, zwei Jungen und drei Mädchen. Wie ihre Eltern ließ sie ihren Kindern von Hauslehrern eine grundlegende Bildung vermitteln. Rosina Schnorr war eine warmherzige und sozial engagierte Frau und nahm noch acht Kinder des verstorbenen Schnorrschen Geschäftspartners Friedrich Hennig aus Hamburg an, als dieser verstarb. Die Kinder wurden laut dem Stadtchronisten Christian Meltzer alle „in und bey der Schnorrischen Familie erzogen auch letztlich ehelich versorget“.
Nachdem ihr Mann 1648 auf einer Reise zur Leipziger Frühjahrsmesse spurlos verschwunden war, kamen Rosina und ihre Kinder obligatorisch unter männliche Vormundschaft. Doch Rosina Schnorr führte auch während seiner Abwesenheit und bis zu seinem Tod im Jahr 1664 die Unternehmungen ihres Mannes weiter. Wie sie erst zu diesem Zeitpunkt erfuhr, war ihr Ehemann 1648 bei seiner Rückreise von der Leipziger Messe im Auftrage des russischen Zaren entführt worden, um sein Wissen und seine Erfahrungen im Bereich der Bergbautechnik zu nutzen. Er wurde unter Bewachung in russischen Bergwerken an der Grenze zu Astrachan eingesetzt. Nach 16 Jahren gelang ihm unter glücklichen Umständen die Flucht, doch verstarb er 1664 kurz vor Erreichen seiner Heimatstadt in Wien. Rosina Schnorr blieb selbständig und bis an ihr Lebensende alleinstehend. Sie brauchte aufgrund ihres Wohlstandes keine neue Ehe zur finanziellen Absicherung einzugehen. Das führte zu Neid und Missgunst, brachte ihr jedoch auch besondere Hochachtung ein, was von den Ortschronisten vermerkt wurde. Den Tod ihres Mannes nahm Rosina Schnorr zum Anlass, das Unternehmen im Juli 1665 an ihren inzwischen volljährigen zweiten Sohn Veit Hans Schnorr d. J. zu verkaufen.
Der Stadt Schneeberg stiftete sie im Jahr 1677 die Summe von 2 000 Gulden zur Errichtung eines Waisenhauses, außerdem ließ Rosina Schnorr eine Familiengrabstätte errichten.
Rosina Schnorr verstarb nach langer schwerer Krankheit am 11. November 1679 im Kreise ihrer Familie in Schneeberg.

## Wirken
Schon frühzeitig musste sich Rosina Schnorr, nach damaligem Brauch als „Schnorrin“ bezeichnet, aufgrund des spurlosen Verschwindens ihres Ehemannes auf der Reise zur Leipziger Frühjahrsmesse 1648 um dessen Geschäfte kümmern. Veit Hans Schnorr d. Ä. besaß etliche Bergwerksanteile (Kuxe) sowie Produktions- und Verarbeitungsstätten des Montanwesens. Der Schneeberger Stadtchronist Christian Meltzer beschrieb dieses einschneidende Ereignis.
Während der langjährigen Abwesenheit ihres Mannes bewies Rosina Schnorr Führungsstärke und Willenskraft. Sie leitete die umfangreichen und mitunter auch schwierigen Unternehmen ihres Mannes erfolgreich und baute das Schnorrsche Imperium aus. So schloss sie 1653 mit Sebastian Oehme und Erasmus Schindler (1608–1673) den sogenannten Kobaltkontrakt ab, der vom sächsischen Kurfürsten Johann Georg I. (1585–1656) bestätigt wurde. Damit sicherte sie sich ein Monopol zur Kobaltverarbeitung in ihrem Blaufarbenwerk. Im gleichen Jahr kaufte sie mehr Pottasche auf, als sie selbst verarbeiten konnte, um den Preis hochzutreiben und einige ihrer Konkurrenten auszuschalten. Eine weitere Monopolstellung sicherte ihr die Beteiligung an der erzgebirgischen Blechkompanie (Betrieb des Blechhammerwerkes). Eine Urkunde belegt, dass ein Hochwasser der Zwickauer Mulde „der Schnorrin Auerhammer“ mit einem Schaden von 2 000 Gulden verwüstet hatte. Sie ließ das zerstörte Werk wieder aufbauen. Trotz wirtschaftlicher Krisen, Krieg, Not und Plünderungen in diesen Jahren gelang es Rosina Schnorr mit Umsicht und geschäftlichem Geschick, das Vermögen ihrer Unternehmungen noch zu vermehren.

## Nachwirkung

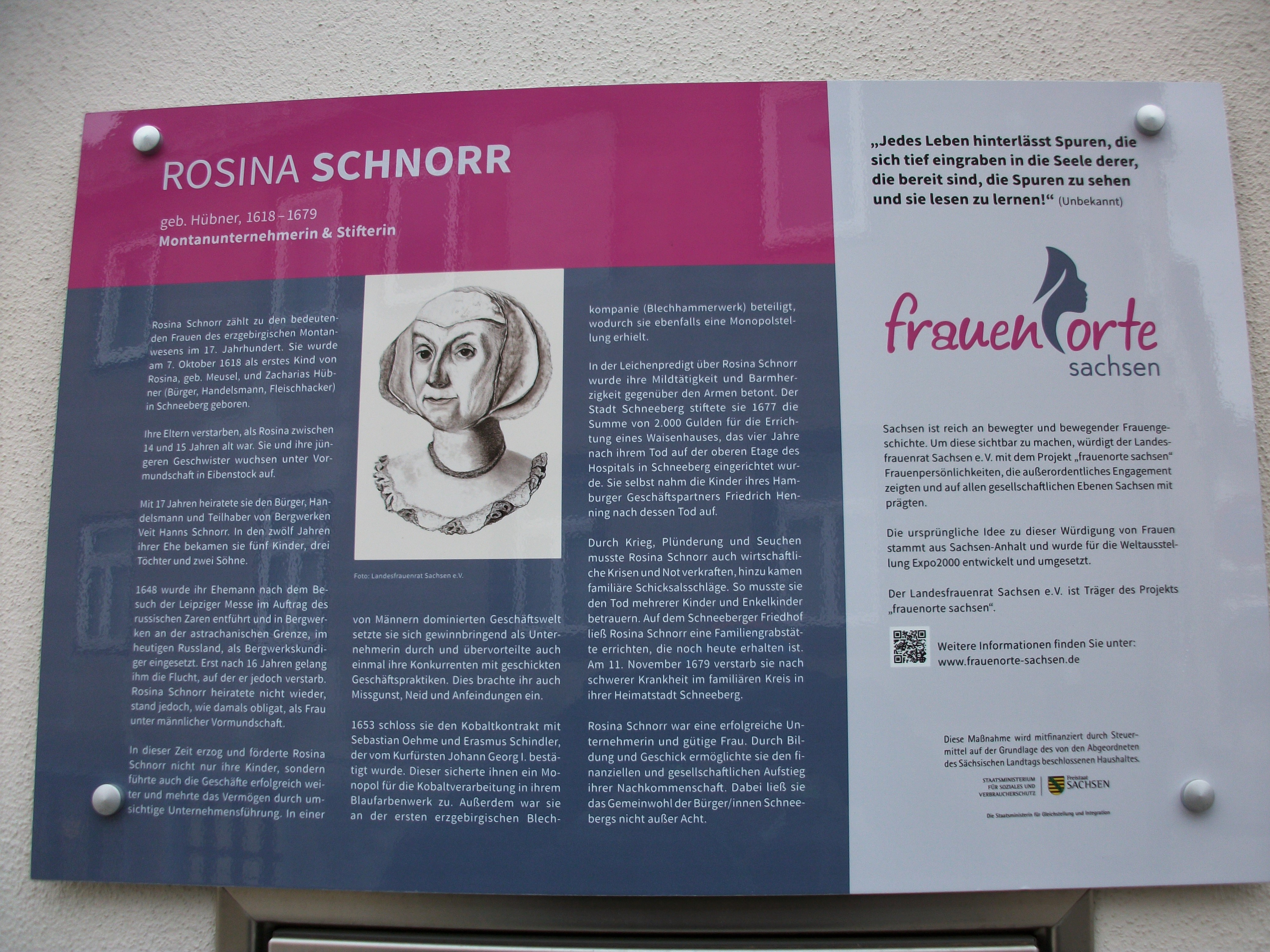
Frauenorte Sachsen, Infotafel Rosina Schnorr am Stadtarchiv Schneeberg

Da vom Wirken der Frauen in früheren Jahrhunderten häufig wenig bekannt ist, wird in der Stadt Aue eine lebendige Erinnerung an Rosina Schnorr gepflegt. Die Pressesprecherin Jana Hecker trat beim Auer Stadtfest im Jahr 2013 in historischer Verkleidung als Rosina Schnorr auf; auch entsprechende Stadtführungen können bestellt werden.
Bereits im Jahr 2011 schuf der Holzkünstler Friedhelm Schelter während eines Bildhauersymposiums eine Skulptur von Rosina Schnorr, die ihren Platz am Geschichtsweg erhielt.
Anlässlich des 400. Geburtstages von Rosina Schnorr wurde 2018 eine Gedenktafel der Frauenorte Sachsen am Haus Schulstraße 9 in Schneeberg (Stadtarchiv Schneeberg) angebracht.

### Belletristische Verarbeitung
- Eberhard Görner: Das Leben der Rosina Schnorr 1618–1679. Chemnitzer Verlag 2020, ISBN 978-3-944509-74-7.